# Étagnac
Étagnac är en kommun i departementet Charente i regionen Nouvelle-Aquitaine i västra Frankrike. Kommunen ligger  i kantonen Chabanais som ligger i arrondissementet Confolens. År 2022 hade Étagnac 987 invånare.

## Befolkningsutveckling
Antalet invånare i kommunen Étagnac
Referens:INSEE